# محمد بن یوسف صالحی دمشقی
محمد بن یوسف صالحی شامی (درگذشت ۹۴۲ هجری قمری) یکی از مورخان قرن دهم هجری بود. تولد او در زمان متاخر به او اجازه دسترسی نسبی به کتابهای تاریخ و زندگی‌نامه، از دوران تدوین تا زمان خودش را داد؛ لذا او دانشنامه ای بزرگ در سیره نبوی را تألیف نمود و نام آن را سبل الهدی و الرشاد فی سیره خیر العباد نهاد.

## زندگی
وی به مصر رفت و در برقوقیه در صحرای مصر سکنا گزید و در سال ۹۴۲ هجری در آنجا درگذشت. ابن عماد در کتاب شذرات الذهب و در قسمت درگذشتگان این سال، از وی نام برده‌است. علامه شعرانی (متوفی۹۷۳) نیز در ذیلی که بر کتاب خویش (لواقح الانوار فی طبقات الساده الاخیار) نوشته، اندکی از احوالات و مراتب علمی صالحی شامی را ذکر کرده‌است. او در این باره می‌گوید: «او دانشمندی شیفته علوم بود و کتابی در سیره نبوی نوشت که [مطالب] آن را از میان هزار کتاب جمع‌آوری کرده بود. مردم به نوشتجاتش روی آوردند. او در نوشتن کتاب روشی را در پیش گرفت که پیش از آن سابقه نداشت. او عزب بود و ازدواج نکرد و هنگامی که مهمانی بر او وارد می‌شد، خودش به آشپزی می‌پرداخت. او نیکوسخن و باهیبت و شکوه بود و بسیار روزه می‌گرفت و نماز می‌خواند. من شبهای فراوانی نزد او بیتوته کردم، جز اندکی از شب را بخواب نمی‌رفت…. هرگز از مال مراجع قدرت یا وابستگان به ایشان چیزی نمی‌پذیرفت و از غذای ایشان تناول نمی‌کرد.»